# Sommerschafweide am Eingang zum Schäfertal, im Grauental, Kuhwasen und am Hühnerbühl
Die Sommerschafweide am Eingang zum Schäfertal, im Grauental, Kuhwasen und am Hühnerbühl ist ein vom Landratsamt Tuttlingen am 1. Juli 1991 durch Verordnung ausgewiesenes Landschaftsschutzgebiet auf dem Gebiet der Gemeinde Böttingen.

## Lage
Das Landschaftsschutzgebiet Sommerschafweide am Eingang zum Schäfertal, im Grauental, Kuhwasen und am Hühnerbühl liegt östlich von Böttingen und reicht halbringförmig vom Gewann Hoher Rain im Norden bis zum Gewann Hinterm Buch im Süden. Es gehört zum Naturraum Hohe Schwabenalb.

## Landschaftscharakter
Das Gebiet wird von einem Mosaik aus Nadelwaldbeständen, Wacholderheiden und Mähwiesen geprägt. Der zentrale Teil wird vom Grauental, einem überwiegend bewaldeten Trockental, eingenommen.

## Zusammenhängende Schutzgebiete
Das Gebiet ist vom Landschaftsschutzgebiet Bubsheimer Kirchberg und Umgebung nur durch die Landesstraße 438 getrennt.
Der südliche Teil des Landschaftsschutzgebiets gehört zum FFH-Gebiet Großer Heuberg und Donautal. Außerdem liegt das Gebiet im Vogelschutzgebiet Südwestalb und Oberes Donautal und im Naturpark Obere Donau.
Eine als „Zwergbuche“ bezeichnete Buche und die Allenspacher Hoflinde sind als Naturdenkmale ausgewiesen.